# Oxford-Palmetten-Klasse
Als Oxford-Palmetten-Klasse (englisch Oxford Palmettes Class) wird eine kleine Klasse attischer-schwarzfiguriger Schalen bezeichnet, die kurz nach 580 v. Chr. in Athen produziert wurde. Ihren Namen erhielt sie nach der Vase Oxford, Ashmolean Museum 1947.108 und ihrer Dekoration.
Die Oxford-Palmetten-Klasse ist der Typ der griechischen Schalen, der den Komasten- und den Sianaschalen unmittelbar vorausging. Sie vermittelt zwischen den wohl unter dem Einfluss ostgriechischer Schalen aus spätgeometrischen Skyphoi entwickelten Vorkomastenschalen und den eigentlichen Komastenschalen. Diese Vasenklasse weist als erste Schalenform Füße konischer Form auf. Dekoriert sind die Vasen mit Palmettenketten.